# 라쿠고

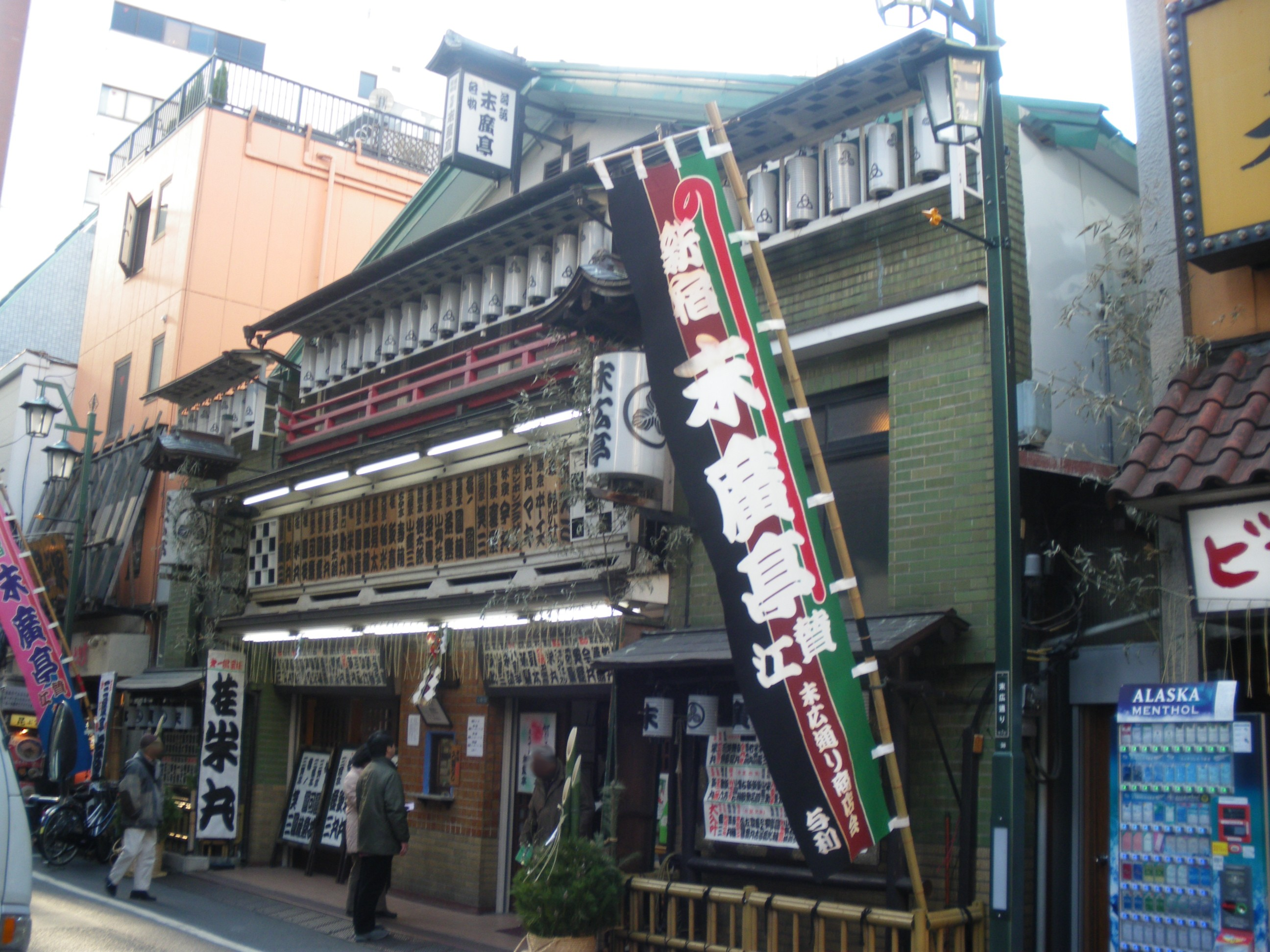
라쿠고 공연장(요세, 신주쿠 스에히로테이(新宿末廣亭))

라쿠고(落語,らくご 낙어[*])는 일본의 근세기에 생겨나 현재까지 계승되고 있는 전통적인 화술 기반의 예술 중 하나이다. 일반적으로 음악 및 의상 등의 도구 대신에, '라쿠고카'(落語家)라 불리는 사람이 부채를 들고 무대 위에 앉아, 청중들을 대상으로 이야기를 풀어가는 형식의 예술이다. 가부키나 노 등과는 달리, 라쿠고는 의상 및 도구, 음악 효과 등을 되도록 사용하지 않고, 부채와 손수건을 사용하여 혼자서 몸짓이나 말을 통해서 특정한 이야기를 풀어내는 방식을 취한다.

## 개요

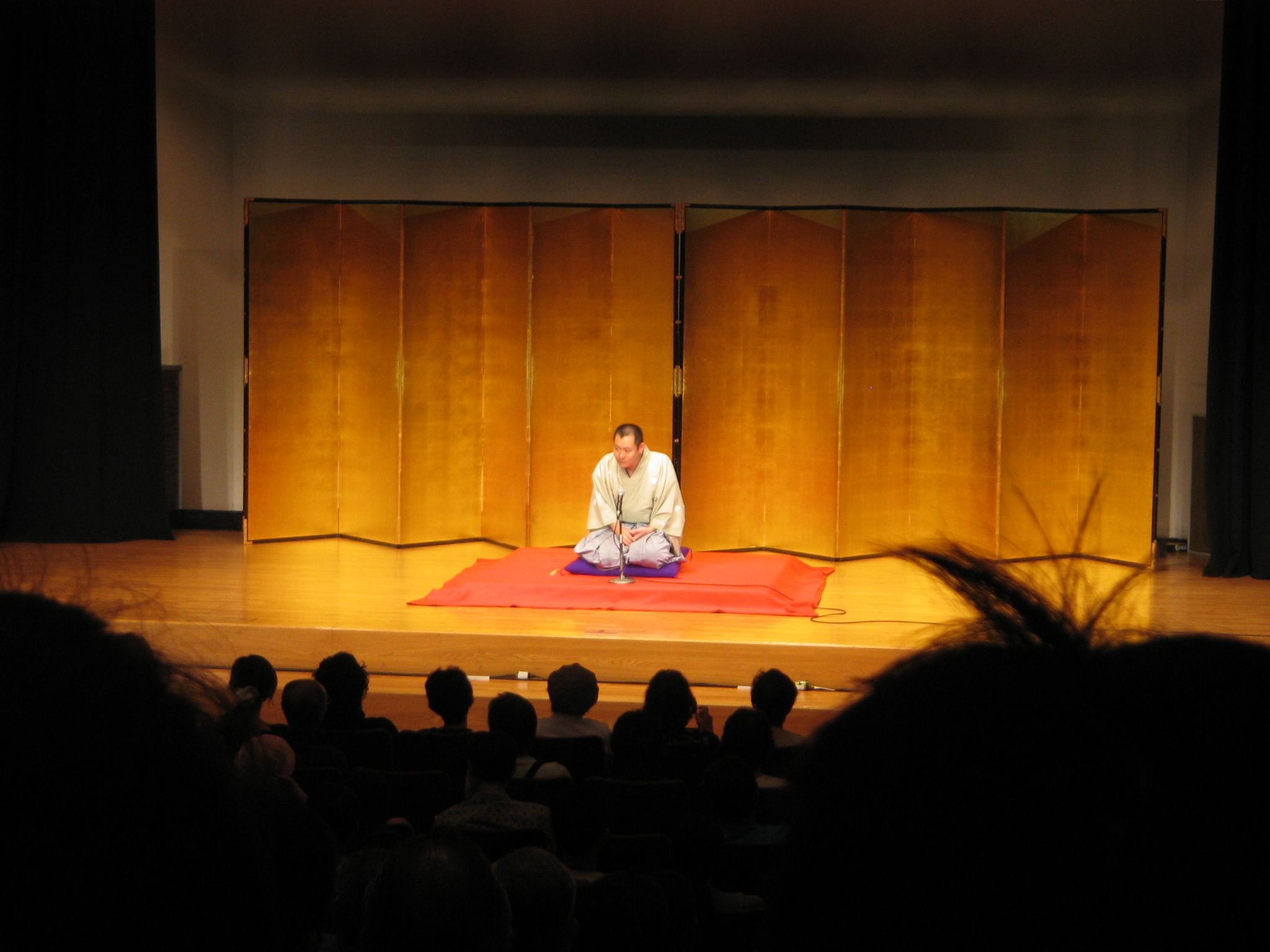
라쿠고 공연

라쿠고는 일본의 에도 시대에 발생하여, 현재까지 전승되고 있는 일본의 전통예술이다. 라쿠고는 관객 앞의 무대 위에 한 사람의 화자가 앉아, 목소리의 톤과 몸짓, 손짓을 이용하여 이야기를 하는 형태를 띈다. 이야기는 언제나 맨 마지막에 결정적인 맺음이 포함되며, 이 맺음을 '오치'(落ち 떨어짐[*]) 또는 '사게'(下げ 내림[*])라고 한다. '라쿠고'의 명칭 자체가, 오치가 있는 이야기(はなし,話 또는 噺로 표기)라는 뜻에서 유래된 것이다. 정형화된 12개 정도의 맺음이 분류되어 있으며, 이를 바탕으로 한 보다 복잡한 형태의 변화형이 존재한다.
라쿠고가 다루는 소재는 여러가지가 있으며, 연극 풍의 시바이바나시(芝居噺, 괴담을 소개하는 가이단바나시(怪談噺), 서민들의 인정 넘치는 희극을 이야기하는 닌조바나시(人情噺) 등으로 분류된다. 에도 시대에서부터 유래된 전통적인 이야기를 다루는 고전 라쿠고 및 현대풍의 이야기가 주제인 현대 라쿠고 등이 있다.
라쿠고는 인구가 밀집하는 도시 지역에서, 대중을 위해 만들어진 예능의 하나로 성립되었다. 라쿠고는 '요세'(寄席)라 불리는 라쿠고 전용 공연장이나 공연 홀 등의 공간에서 행하여지며, 라쿠고의 무대는 고자(高座))라고 한다. 성립 당시에는 여러 부류의 사람들이 라쿠고를 하였으나, 현재는 이를 직업으로 하는 전문 예술가가 라쿠고를 공연하는 경우가 대부분이다. 직업으로써 라쿠고를 하는 예술가를 '라쿠고카'(落語家) 또는 '하나시카'(噺家)라고 한다. 라쿠고카는 동업자들로 구성된 조합(협회)에 가입되어야 직업적인 라쿠고카로 인정을 받는다. 라쿠고카의 조합에서는 도제(徒弟) 제도가 지켜지며, 라쿠고카가 되기 위해서는, 스승 밑에서 일정기간 이상의 수행을 거쳐야 한다. 라쿠고카는 활동을 할 때 예명을 사용하며, 이 이름은 스승으로부터 받거나 다른 유명한 라쿠고카의 이름을 물려받게 된다.
라쿠고의 유파는, 발생된 지역 및 형태에 따라 간토 지방을 중심으로 하는 에도 라쿠고(江戸落語)와 오사카 및 교토 시 지방을 중심으로 하는 가미가타 라쿠고(上方落語)로 크게 분류되고 있다. 부채 정도를 소도구로 이용하여 말 중심으로 이루어지는 에도 라쿠고와 달리 가미가타 라쿠고는 책상 등의 소도구 등을 적절히 사용하기도 한다. 에도 라쿠고에는 세 단계의 등급(입문 단계인 젠자(前座), 3~5년 정도의 수련 기간을 거친 후 받는 후타쓰메(二つ目), 전문 라쿠고카에 해당하는 신우치(真打))이 있어, 라쿠고카는 수행을 거쳐 진급을 하게 된다. 한편 가미가타 라쿠고에서는 등급제를 적용하지 않는다.

## 현존하는 라쿠고가(落語家) 단체

### 간토 지방
- 라쿠고 예술 협회(일본어: 落語芸術協会)
- 라쿠고 협회(일본어: 落語協会)
- 엔라쿠 일문회(일본어: 円楽一門会)
- 라쿠고 다테카와 류(일본어: 落語立川流)

### 간사이 지방
- 가미가타 라쿠고 협회(일본어: 上方落語協会)

## 유명 라쿠고가(落語家) 목록
에도 라쿠고
<고인>
- 초대 산유테이 엔초(일본어: 初代 三遊亭圓朝)
- 5대 고킨테이 신쇼(일본어: 五代目 古今亭志ん生)
- 8대 가쓰라 분라쿠(일본어: 八代目 桂文楽)
- 7대 다테카와 단지(일본어: 七代目 立川談志)
- 5대 슌푸테이 류조(일본어: 五代目 春風亭柳朝)
- 9대 하야시야 쇼조(일본어: 九代目 林家正蔵)

<생존>
- 2대 하야시야 기쿠조(일본어: 二代目 林家木久蔵)[3]
- 당대 슌푸테이 쇼타(일본어: 当代 春風亭昇太)[4]
- 당대 산유테이 코라쿠(일본어: 当代 三遊亭好楽)
- 6대 산유테이 엔라쿠(일본어: 6代目 三遊亭円楽)
- 당대 하야시야 타이헤이(일본어: 当代 林家たい平)
- 2대 하야시야 산페이(일본어: 二代目 林家三平)
- 당대 산유테이 코유자(일본어: 当代 三遊亭小遊三)

가미가타 라쿠고
<고인>
- 6대 쇼후쿠테이 쇼카쿠(일본어: 六代目 笑福亭松鶴)
- 3대 가쓰라 베이초(일본어: 三代目 桂米朝)
- 3대 가쓰라 하루단치(일본어: 三代目 桂春團治)
- 5대 가쓰라 분시(일본어: 五代目 桂文枝)
- 2대 가쓰라 시자쿠(일본어: 二代目 桂枝雀)
- 2대 가쓰라 슌쵸 (일본어: 二代目 桂春蝶)

<생존>
- 2대 가쓰라 자코바(일본어: 二代目 桂ざこば)
- 2대 가쓰라 난코우(일본어: 三代目 桂南光)
- 5대 가쓰라 요네단지(일본어: 五代目 桂米團治)
- 당대 쇼후쿠테이 두루베(일본어: 当代 笑福亭鶴瓶)
- 6대 가쓰라 분시(일본어: 六代目 桂文枝)
- 당대 가쓰라 분틴(일본어: 当代 桂文珍)
- 당대 트키테이 합포우(일본어: 当代 月亭八方)
- 당대 가쓰라 기지야(일본어: 当代 桂吉弥)
- 3대 가쓰라 슌쵸(일본어: 三代目 桂春蝶)

## 같이 보기
- 심종일
- 만담
- 야담
- 주게무(寿限無) - 라쿠고의 대표적인 작품 중 하나.